# 大城さつき
大城 さつき（おおしろ さつき、1989年9月5日 - ）は、沖縄県糸満市出身の日本の女子プロゴルファーである。所属フリー。

## 経歴
沖縄尚学高等学校卒業。
両親の影響で8歳でゴルフを始める。
アマチュア時代の主な成績として、2004年「タイムス杯」（レディースの部）優勝、2006年「九州ジュニアゴルフ選手権競技」優勝等がある。また、「ダイキンオーキッドレディスゴルフトーナメント」のアマチュア出場者を決めるアマチュア選手権大会で2005年に2位となり本戦に出場、これが日本女子プロゴルフ協会（LPGA）ツアー初出場となる。
2007年はJGAナショナルチーム入りを果たす。
2009年LPGA最終プロテストに合格、LPGA81期生となる。
2010年、2015年を除き、コンスタントにLPGAツアーに出場していたが2016年まではシード入りとはならなかった。
2017年は年間獲得賞金ランキング（賞金ランク）44位で自身初のシード入り。
2018年は賞金ランク50位。
2019年は賞金ランク48位で3年連続でシード入りを果たす。